# Wegaf
Wegaf byl staroegyptským faraonem 13. dynastie, který vládl v období Druhé přechodné doby. Wegaf mohl být prvním faraonem této dynastie.

## Umístění v dynastii
Faraon je zapsán v Turínském královském papyru pod svým trůnním jménem Chutaure (v překladu „Re je ochráncem Obou zemí“) a je zde uveden jako první panovník 13. dynastie. Někteří egyptologové (hlavně Kim Ryholt) navrhují, že ten, který ho psal, nechtěně zaměnil jméno Chutaure se jménem faraona Sechemre Chutawy Sobekhotepa, a tedy napsal Wegafa jako prvního panovníka, ačkoliv měl být někde uprostřed dynastie. Větší část egyptologů se v dnešní době vhledem k archeologickým nálezům přiklání k možnosti, že prvním faraonem této dynastie byl ve skutečnosti Sechemre Chutawy Sobekhotep a mohl být synem Amenemheta IV.
Další zmínky o tomto králi pocházejí z nalezených soch a stély. V Abydu nechal vztyčit stélu, která obsahovala královo nařízení zakazující stavění hrobek podél procesní cesty v Abydu. Tento dekret si přisvojil faraon Neferhotep I., pozdější vládce ze stejné dynastie.